# Corinne Alison Manogue
Corrine Alison Manogue, ameriška fizičarka, * 3. marec 1955, Cincinnati, Ohio, ZDA.
Manogue raziskuje na področju splošne teorije relativnosti, matematične fizike ter deluje na področju poučevanja fizike.

## Življenje in delo
Njena zgodnja raziskovanja vsebujejo kvantno teorijo polja v ukrivljenem prostoru in obravnavo vrtečih se opazovalnih sistemov. V novejšem času se osredotoča na uporabo oktonionov v teoriji osnovnih delcev.
Doktorirala je leta 1984 na Univerzi Teksasa pod DeWittovim mentorstvom. Njena disertacija Vakuum v prisotnosti elektromagnetnih polj in meje vrtenj (The Vacuum in the Presence of Electromagnetic Fields and Rotating Boundaries) je vsebovala dva ločena rezultata: obravnavo gravitacijskega Casimirjevega pojava v vrtečih se opazovalnih sistemih in razpravo o supersevanju v gravitacijskih in elektromagnetnih kontekstih. Kasneje se je pokazala fizikalno pomembna napaka predznaka pri obravnavi elektromagnetnega primera v standardnih učbenikih.
Trenutno je profesorica fizike na Državni univerzi Oregona. Poleg njenega dela na področju matematične fizike je veliko prispevala k poučevanju fizike. Od leta 1997 vodi Paradigms in Physics Project, popolno prestruktuiranje dodiplomske fizike kot glavnega predmeta okrog več bistvenih  »paradigem«. Je tudi soavtorica knjige o oktonionih.

## Izbrana dela
- Fairlie, David B.; Manogue, Corinne A. (1987). »A Parameterization of the Covariant Superstring«. Phys. Rev. D. Zv. 36, št. 2. str. 475–479. doi:10.1103/PhysRevD.36.475.
- Manogue, Corinne A.; Sudbery, Anthony (1989). »General Solutions of Covariant Superstring Equations of Motion«. Phys. Rev. D. Zv. 40, št. 12. str. 4073–4077. doi:10.1103/PhysRevD.40.4073.
- Manogue, Corinne A.Manogue; Schray, Jörg (1993). »Finite Lorentz Transformations, Automorphisms, and Division Algebras«. J. Math. Phys. Zv. 34, št. 8. str. 3746–3767. arXiv:hep-th/9302044. doi:10.1063/1.530056.
- Davies, Paul C. W. Davies; Dray, Tevian; Manogue, Corinne A. (1996). »Detecting the Rotating Quantum Vacuum«. Phys. Rev. D. Zv. 53, št. 8. str. 4382–4387. arXiv:gr-qc/9601034. Bibcode:1996PhRvD..53.4382D. doi:10.1103/PhysRevD.53.4382.
- (2015) Tevian Dray; Corinne A. Manogue, The Geometry of the Octonions (World Scientific) ISBN 978-9814401814[6]